# Erigone (nhện)
Erigone là một chi nhện trong họ Linyphiidae.

## Các loài
- E. albescens Banks, 1898 – USA
- E. aletris Crosby & Bishop, 1928 – USA, Canada. Introduced to Britain, Italy
- E. allani Chamberlin & Ivie, 1947 – USA (Alaska)
- E. alsaida Crosby & Bishop, 1928 – USA
- E. angela Chamberlin & Ivie, 1939 – USA
- E. antarctica Simon, 1884 – Chile
- E. antegona Chickering, 1970 – Panama
- E. apophysalis Tanasevitch, 2017 – Indonesia (Sumatra)
- E. aptuna Chickering, 1970 – Panama
- E. arctica (White, 1852) – North America, Northern Europe, Russia (Europe to East Siberia)
  - Erigone a. maritima Kulczyński, 1902 – Western, Central and Northern Europe, Russia (Altai)
  - Erigone a. palaearctica Braendegaard, 1934 – Svalbard, Russia (Europe to West Siberia)
  - Erigone a. sibirica Kulczyński, 1908 – Russia (Siberia)
  - Erigone a. soerenseni Holm, 1956 – Greenland
- E. arcticola Chamberlin & Ivie, 1947 – Russia (Europe to Far North-East), USA (Alaska)
- E. arctophylacis Crosby & Bishop, 1928 – USA, Canada
- E. aspura Chamberlin & Ivie, 1939 – USA (Alaska)
- E. atra Blackwall, 1833 – North America, Europe, Caucasus, Russia (Europe to Far East), Kazakhstan, Central Asia, China, Mongolia, Korea, Japan
- E. autumnalis Emerton, 1882 – North and Central America. Introduced to Azores, Europe, United Arab Emirates, New Caledonia
- E. barrowsi Crosby & Bishop, 1928 – USA, Mexico
- E. benes Chamberlin & Ivie, 1939 – USA
- E. bereta Chickering, 1970 – Panama
- E. bifurca Locket, 1982 – India, Malaysia (mainland), Philippines, Indonesia (Krakatau)
- E. blaesa Crosby & Bishop, 1928 – USA, Canada
- E. brevipes Tu & Li, 2004 – Vietnam
- E. canthognatha Chamberlin & Ivie, 1935 – USA
- E. clavipalpis Millidge, 1991 – Peru
- E. coloradensis Keyserling, 1886 – USA, Canada
- E. convalescens Jocqué, 1985 – Comoros
- E. cristatopalpus Simon, 1884 – North America, Europe, Russia (Urals to Far East), Kazakhstan, Mongolia
- E. crosbyi Schenkel, 1950 – USA
- E. dentichelis Miller, 1970 – Angola
- E. denticulata Chamberlin & Ivie, 1939 – USA
- E. dentigera O. Pickard-Cambridge, 1874 – North America, Europe, Caucasus, Russia (Europe to Far East)
- E. dentipalpis (Wider, 1834) – Europe, Turkey, Caucasus, Russia (Europe to Far East), Kazakhstan, Central Asia, China
  - Erigone d. syriaca O. Pickard-Cambridge, 1872 – Syria
- E. dentosa O. Pickard-Cambridge, 1894 – USA to Guatemala. Introduced to Belgium
- E. digena Chickering, 1970 – Panama, Jamaica, Puerto Rico
- E. dipona Chickering, 1970 – Panama
- E. dumitrescuae Georgescu, 1969 – Romania
- E. edentata Saito & Ono, 2001 – Korea, Japan
- E. eisenschmidti Wunderlich, 1976 – Australia (Queensland)
- E. ephala Crosby & Bishop, 1928 – USA, Canada
- E. fellita Keyserling, 1886 – Peru
- E. fluctuans O. Pickard-Cambridge, 1875 – France
- E. fluminea Millidge, 1991 – Venezuela
- E. grandidens Tu & Li, 2004 – China, Vietnam
- E. himeshimensis Strand, 1918 – Japan
- E. hydrophytae Ivie & Barrows, 1935 – USA
- E. hypenema Crosby & Bishop, 1928 – USA
- E. hypoarctica Eskov, 1989 – Russia (Europe to Far East)
- E. infernalis Keyserling, 1886 – USA
- E. irrita Jocqué, 1984 – South Africa
- E. jaegeri Baehr, 1984 – Central Europe, China
- E. jammu Tanasevitch, 2018 – India
- E. jugorum Simon, 1884 – France
- E. koratensis Strand, 1918 – Japan
- E. koshiensis Oi, 1960 – China, Korea, Taiwan, Japan
- E. lata Song & Li, 2008 – China
- E. longipalpis (Sundevall, 1830) (type) – Europe, Caucasus, Russia (Europe to Middle Siberia), China, Japan
  - Erigone l. meridionalis Simon, 1884 – Britain, France
  - Erigone l. pirini Deltshev, 1983 – Bulgaria
- E. malvari Barrion & Litsinger, 1995 – Philippines
- E. matanuskae Chamberlin & Ivie, 1947 – USA (Alaska)
- E. miniata Baert, 1990 – Ecuador (Galapagos Is.)
- E. monterreyensis Gertsch & Davis, 1937 – Mexico
- E. neocaledonica Kritscher, 1966 – New Caledonia
- E. nepalensis Wunderlich, 1983 – Nepal
- E. nigrimana Thorell, 1875 – Italy
- E. nitidithorax Miller, 1970 – Angola
- E. ostiaria Crosby & Bishop, 1928 – USA
- E. palustris Millidge, 1991 – Peru
- E. paradisicola Crosby & Bishop, 1928 – USA
- E. pauperula (Bösenberg & Strand, 1906) – Japan
- E. personata Gertsch & Davis, 1936 – USA
- E. poeyi Simon, 1898 – St. Vincent
- E. praecursa Chamberlin & Ivie, 1939 – USA
- E. prominens Bösenberg & Strand, 1906 – Asia. Introduced to Africa, Australia, New Zealand
- E. promiscua (O. Pickard-Cambridge, 1873) – Europe
- E. pseudovagans Caporiacco, 1935 – Karakorum
- E. psychrophila Thorell, 1871 – North America, Northern Europe, Russia (Europe to East Siberia)
- E. reducta Schenkel, 1950 – USA
- E. remota L. Koch, 1869 – Europe, Russia (Europe to north-east Siberia), Kyrgyzstan
  - Erigone r. dentigera Simon, 1926 – Switzerland
- E. rohtangensis Tikader, 1981 – India
- E. rutila Millidge, 1995 – Thailand
- E. sagibia Strand, 1918 – Japan
- E. sagicola Dönitz & Strand, 1906 – Japan
- E. sinensis Schenkel, 1936 – Russia (West Siberia to Far East), Kazakhstan, Kyrgyzstan, Mongolia, China
- E. sirimonensis Bosmans, 1977 – Kenya
- E. spadix Thorell, 1875 – Italy
- E. stygia Gertsch, 1973 – Hawaii
- E. sumatrana Tanasevitch, 2017 – Indonesia (Sumatra)
- E. svenssoni Holm, 1975 – Scandinavia, Russia (Europe to West Siberia)
- E. tamazunchalensis Gertsch & Davis, 1937 – Mexico
- E. tanana Chamberlin & Ivie, 1947 – USA (Alaska)
- E. tenuimana Simon, 1884 – Europe (Alps)
- E. tepena Chickering, 1970 – Jamaica
- E. tirolensis L. Koch, 1872 – North America, Europe, Russia (Europe to Far North East)
- E. tolucana Gertsch & Davis, 1937 – Mexico
- E. tristis (Banks, 1892) – USA
- E. uintana Chamberlin & Ivie, 1935 – USA
- E. uliginosa Millidge, 1991 – Peru
- E. watertoni Simon, 1898 – St. Vincent
- E. welchi Jackson, 1911 – Ireland, Britain, France, Scandinavia, Estonia, Latvia
- E. whitneyana Chamberlin & Ivie, 1935 – USA
- E. whymperi O. Pickard-Cambridge, 1877 – Canada, Greenland, Faeroes, Norway, Russia (Europe, West Siberia), Mongolia
  - Erigone w. minor Jackson, 1933 – Canada
- E. wiltoni Locket, 1973 – New Zealand, Comoros
- E. zabluta Keyserling, 1886 – Peru
- E. zheduoshanensis Song & Li, 2008 – China

## Hình ảnh

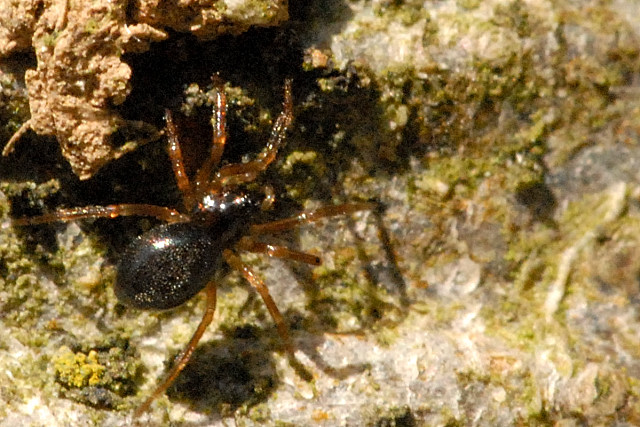
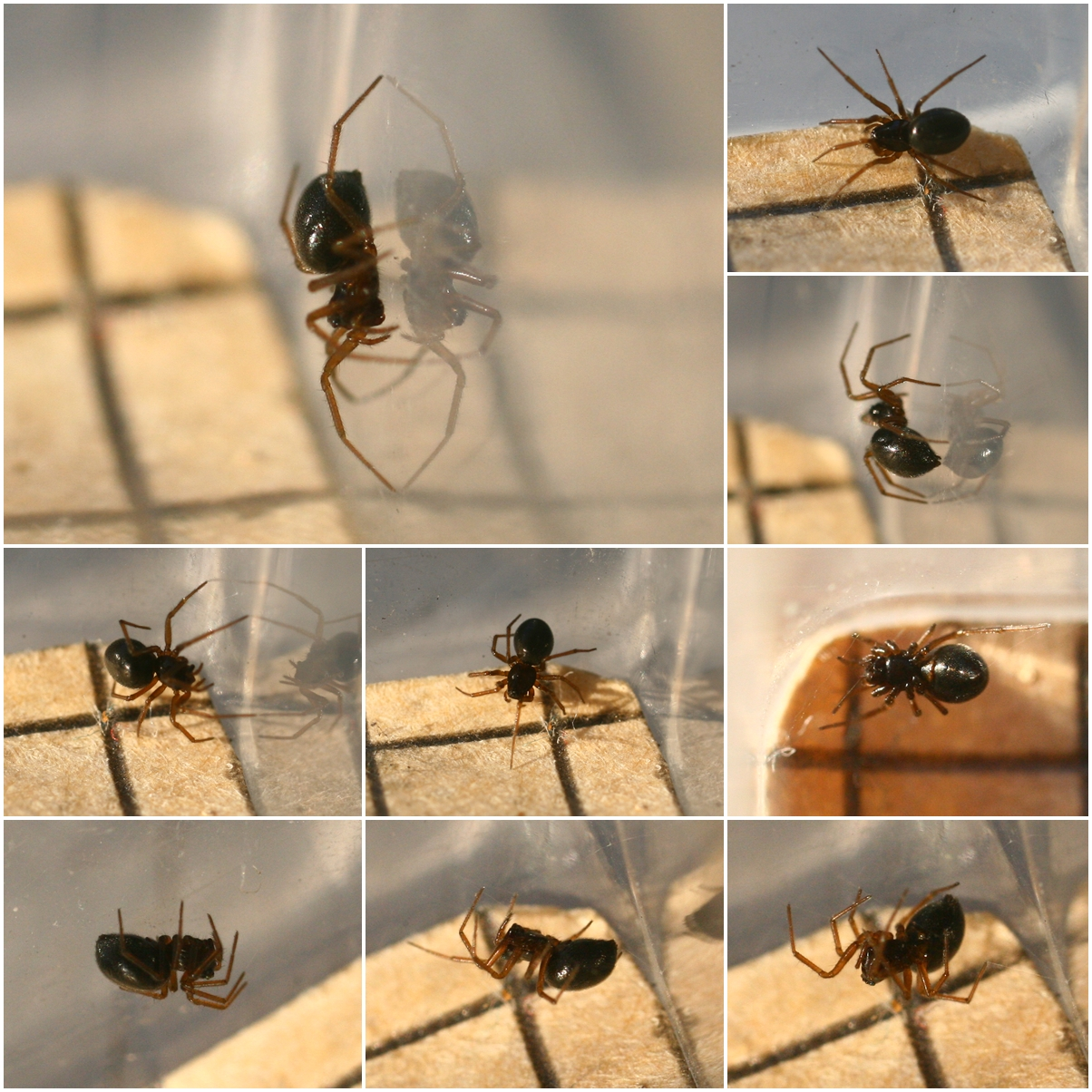